# Seidlia
Seidlia és un gènere de triclàdide planàrid que conté 14 espècies. La distribució del gènere inclou l'Àsia central, l'Extrem Orient i els Estats Units.
Seidlia fou considerat per primera vegada com a gènere per Zabusova l'any 1936. Més tard, Kenk va considerar-lo un subgènere de Polycelis. Finalment, l'any 1995, Seidlia va recuperar l'estatus de gènere que originalment li havia atorgat Zabusova.

## Taxonomia
- Seidlia akkeshi
- Seidlia almaatina
- Seidlia auriculata
- Seidlia elongata
- Seidlia eurantron
- Seidlia gracilis
- Seidlia hamica
- Seidlia lactea
- Seidlia relicta
- Seidlia remota
- Seidlia sabussowi
- Seidlia schmidti
- Seidlia sierrensis
- Seidlia stummeri